# Бейкър Бийч (Сан Франциско)
Бейкър Бийч (на английски: Baker Beach) е щатски и национален обществен плаж на Тихоокеанското крайбрежие в град Сан Франциско, щата Калифорния, САЩ. Дълъг е около 0,80 км (0,50 мили).
Бейкър Бийч е първоначалното място на провеждането на фестивала Burning Man.